# Chevrolet Biscayne
Der Chevrolet Biscayne war ein Full-Size-PKW, der in den Modelljahren 1958 bis 1972 von Chevrolet in den USA als Nachfolger des Modells Two-Ten gebaut wurde. 1958 stellte er die mittlere Ausstattungsvariante dar, doch nach dem Wegfall des Del Ray im Jahr 1959 war er Chevrolets günstigstes Angebot in seiner Klasse. In den USA wird das Fahrzeug auf Grund der Gesamtlänge und des Radstandes zu den Full-Size Cars gezählt. Die durchschnittliche Ausstattung und die Marktposition der Marke Chevrolet lässt den Biscayne in Europa zur Mittelklasse zählen.

## Modellgeschichte

### Biscayne Serien 1500 und 1600 (1958)
1958 wurde der Biscayne der Nachfolger des Two-Ten. Das 1958er Modelljahr sollte in seiner Form bereits im Jahr 1957 auf den Markt kommen. Da sich jedoch die Entwicklung verzögerte, startete es als 1958 Modelljahr und blieb so auch nur ein Jahr im Programm. In den vorangegangenen Modelljahren trug die Front, wie bei allen anderen Fabrikaten und Modellen auch, Einzelscheinwerfer. Mit der Vorstellung des Cadillac Eldorado Brougham führte der Hersteller 1957 Doppelscheinwerfer ein. Dafür musste jedoch das Zulassungsgesetz der USA geändert werden. Sämtliche Hersteller, einschließlich Chevrolet mit dem 1958er Modellreihen, folgten dem Beispiel. Der 1958er Chevy war deutlich größer als die vorangegangenen Jahre 1955–1957. Durch den neuen X-Traversen-Rahmen war er stabiler und hatte einen um 70 mm längeren Radstand. Er erhielt eine neue Viergelenk-Hinterachse mit Schraubenfedern, die vordere Radaufhängung hatte ebenfalls Schraubenfedern. Der Biscayne war rundherum mit Trommelbremsen bestückt.
Die Sechszylindermodelle hießen dabei Serie 1500 und hatten den vom Vorgänger bekannten Reihenmotor mit 3858 cm3, der 145 PS (107 kW) bei 4200 min−1 abgab. In der Serie 1600 waren sechs verschiedene V8-Motoren lieferbar; Basis war ein Motor mit 4638 cm3, der bei 4600 min−1 eine Leistung von 185 PS (136 kW) abgab. Als Standard wurde der Wagen mit einem manuellen 3-Gang-Schaltgetriebe (auf Wunsch mit Overdrive) ausgeliefert. Eine 2-Gang-Powerglide-Automatik, zu einem Mehrpreis von 188 USD oder die 231 USD kostende 3-Gang-Turboglide-Automatik waren ebenfalls als Extra lieferbar. Die Unterscheidung zum Bel Air und Impala erfolgt über die Menge an reduzierten Chromleisten und deren Form und nur zwei statt drei Rückleuchten bei Limousinen und Coupés.
Verfügbare Motoren zum Teil gegen Aufpreis waren:
| Typ                        | Hubraum [cm3] | Verdichtung | Vergaser                | Auspuff | Leistung [PS / kW] | bei Drehzahl [min−1] |
| -------------------------- | ------------- | ----------- | ----------------------- | ------- | ------------------ | -------------------- |
| 6-Zylinder-Reihe           | 3858          | 8,25:1      | Doppelvergaser          | Einfach | 145 / 107          | 4200                 |
| Turbo-Fire V-8             | 4638          | 8,5:1       | Doppelvergaser          | Einfach | 185 / 136          | 4600                 |
| Super Turbo-Fire V-8       | 4638          | 9,5:1       | Doppel-Registervergaser | Einfach | 230 / 169          | 4800                 |
| Turbo-Thrust V-8           | 5692          | 9,5:1       | Doppel-Registervergaser | Doppelt | 250 / 184          | 4400                 |
| Super-Turbo-Thrust V-8     | 5692          | 9,5:1       | Drei Doppelvergaser     | Doppelt | 280 / 206          | 4800                 |
| Super Turbo-Thrust V-8     | 5692          | 11,0:1      | Drei Doppelvergaser     | Doppelt | 315 / 232          | 5600                 |
| Ram-Jet Fuel Injection V-8 | 4638          | 9,5:1       | Einspritzung            | Einfach | 250 / 184          | 5000                 |

Es gab nur zwei Aufbauten für den Biscayne: Limousinen mit sechs Sitzplätzen und zwei oder vier Türen und die sechs- oder neunsitzigen Kombis mit fünf Türen, die Brookwood hießen. Anstatt der einzelnen Scheinwerfer des Vorgängermodells befanden sich unter den Schuten nun Doppelscheinwerfer.
Der Einstiegspreis für die 2-türige Limousine begann bei 2236 USD mit dem 6-Zylinder-Motor und 2343 USD mit V8. Der teuerste Kombi mit neun Sitzplätzen kostete mit V8 bereits 2785 USD.

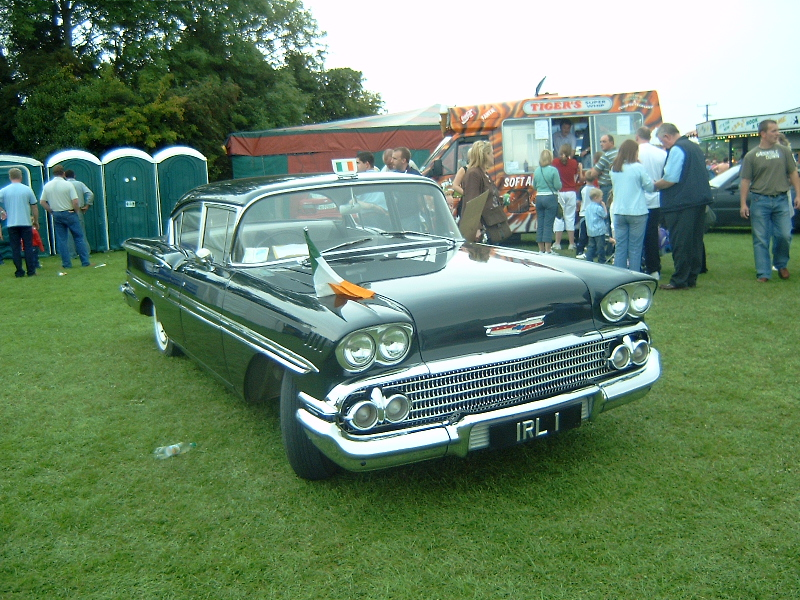
1958 Chevrolet Biscayne Sedan der irischen Staatsregierung
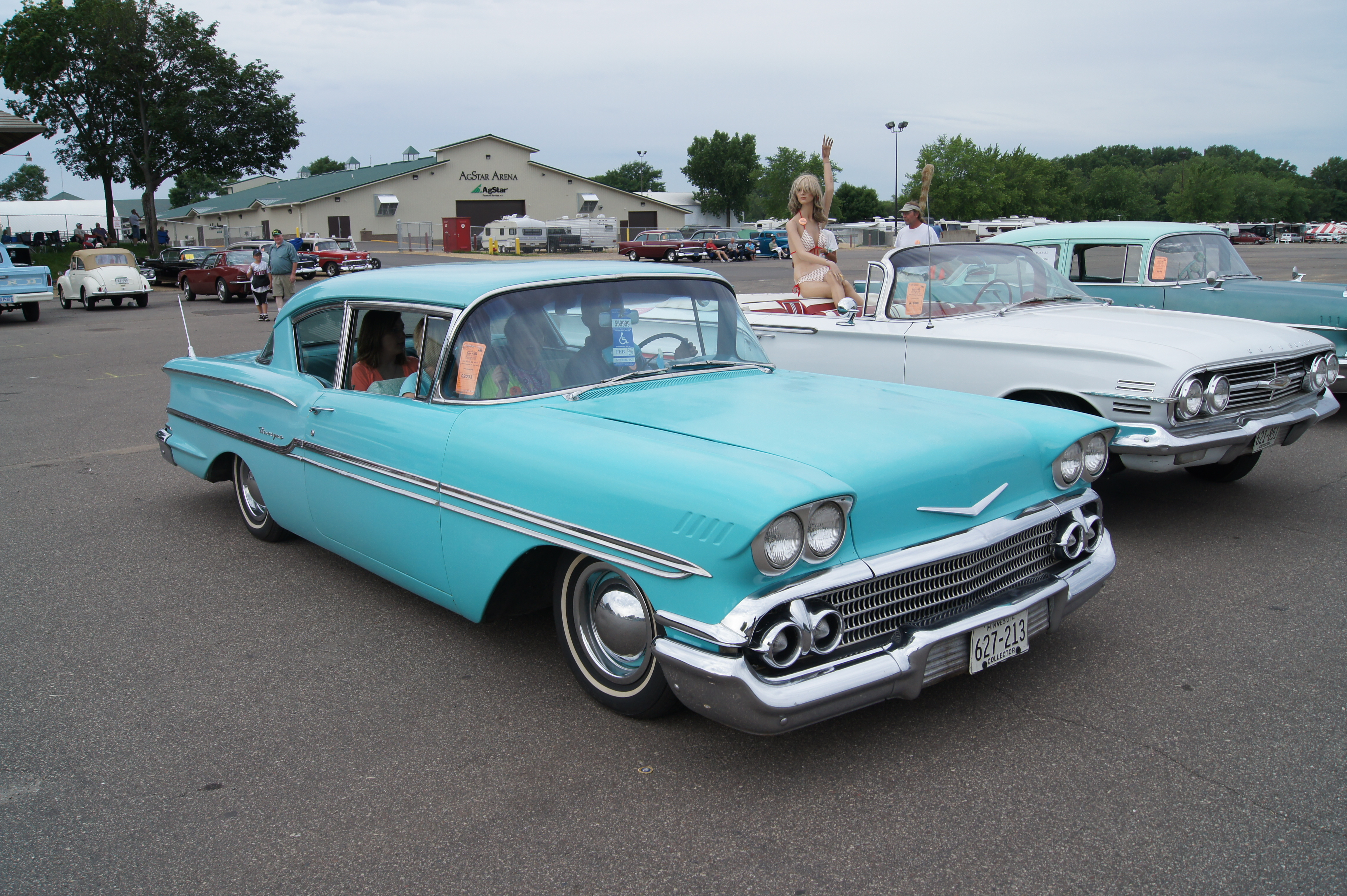
1958 Chevrolet Biscayne Sedan 2-türig
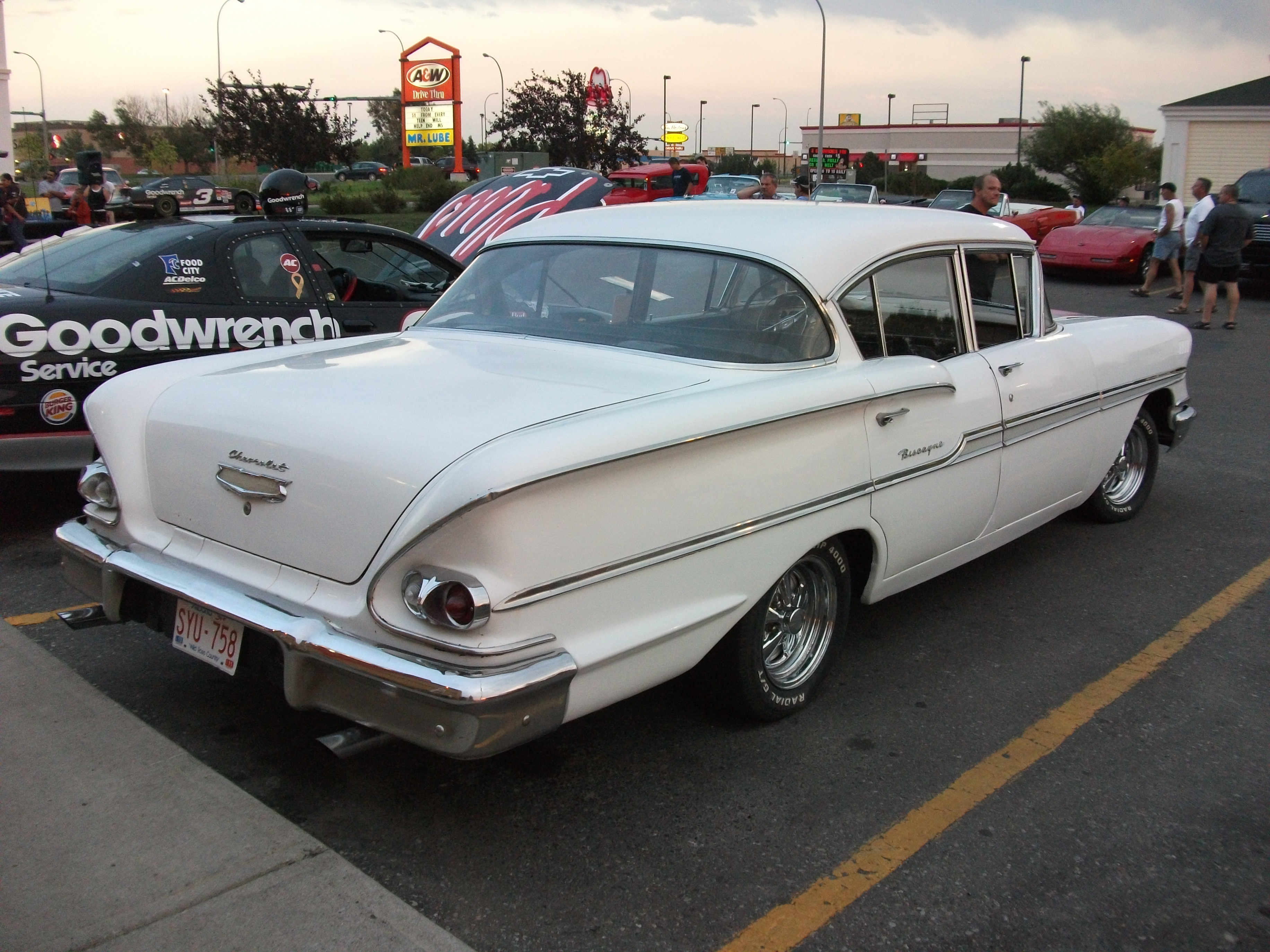
1958 Chevrolet Biscayne Sedan 4-türig

### Biscayne Serien 1100, 1200, 1300 und 1400 (1959–1964)
Komplett überarbeitet präsentierten sich die Chevrolets des Modelljahres 1959. Die deutlich flacheren Karosserien mit längerem Radstand hatten einen Kühlergrill über die gesamte Fahrzeugbreite mit integrierten Doppelscheinwerfern und am Heck charakteristische, als Flügel ausgebildete Heckflossen, unter denen linsenförmige Rückleuchten angeordnet waren. Der Del Ray war verschwunden, und so war der Biscayne der Serien 1100 (Sechszylinder) und 1200 (V8) das Einstiegsmodell. Zu den beiden Limousinen des Vorjahres gab es nun einen zweitürigen „Utility Sedan“, eine Limousine ohne Rückbank, die als Lieferwagen diente. Den Brookwood gab es nur noch mit sechs Sitzplätzen, aber mit wahlweise drei oder fünf Türen.
Das Motorenangebot des Vorjahres wurde im Wesentlichen übernommen.
1960 gab es deutliche stilistische Veränderungen an der Karosserie. Neu waren die Fleetmaster-Serien 1300 (Sechszylinder) und 1400 (V8), zwei- oder viertürige Limousinen die eine etwas einfachere Ausstattung hatten als die Standardmodelle und für Fahrzeugflotten gedacht waren. So war die Polsterung einfacher gehalten, Zigarettenanzünder, Armlehnen in den Türen und Sonnenblende auf der Beifahrerseite – sonst zur Serienausstattung gehörig – fehlten bei diesen Modellen. Viele ansonsten verchromte Teile waren beim Fleetmaster nur lackiert. Der dreitürige Brookwood war wieder entfallen, dafür gab es wieder einen Neunsitzer.
1961 folgte ein Facelift, das von den Heckflügeln nur noch Andeutungen übrig ließ. Die Motorenpalette wurde um einen V8 mit 6702 cm3 Hubraum und 360 PS (265 kW) Leistung erweitert. Auch die anderen Aggregate legten an Leistung zu.
1962 wurde in der unteren Mittelklasse der Chevy II eingeführt, sodass der Biscayne nicht mehr der kleinste Chevrolet war. Die Fleetmaster-Modelle waren wieder entfallen, ebenso der „Utility Sedan“. Die Karosserien waren gestrafft und die linsenförmigen Rückleuchten wichen drei runden Exemplaren auf jeder Seite. Der 6,7 Liter-V8 erreichte mit 409 PS (301 kW) einen neuen Spitzenwert. Der Kombi war nur noch als Sechssitzer erhältlich und hieß nicht mehr Brookwood, sondern, wie die anderen Modelle, Biscayne.
1963 gab es vor allem äußere stilistische Veränderungen, aber auch die Motorleistung des 6,7 Liter-V8 legt auf 425 PS (313 kW) zu und zusätzlich war ein V8 mit 6997 cm3 Hubraum und 430 PS (316 kW) erhältlich.
1964 wurde wie in den Jahren zuvor das Äußere vor allem an Front und Heck überarbeitet und zeigte unter anderem einen etwas niedrigeren Kühlergrill.

### Biscayne Serien 153 und 154 (1965–1970)
Komplett überarbeitet wurde der Biscayne im Modelljahr 1965 präsentiert. Die Wagen waren flacher, breiter und länger. Die Nase mit dem niedrigen Kühlergrill, der sich auch unterhalb des Stoßfängers erstreckte, formte ein flaches V, dessen Spritze nach vorne und oben wies. Über den hinteren Radausschnitten zeigte sich ein leichter Hüftknick. Neben dem altbekannten Sechszylinder-Reihenmotor gab es ein neues Aggregat mit 4097 cm3 Hubraum, das bei 4200 min−1 eine Leistung von 155 PS (114 kW) entwickelte. Die Sechszylindermodelle hießen nun Serie 153, während die V8-Modelle als Serie 154 bezeichnet wurden. Bei ihnen gab es einen neuen V8 mit 6489 cm3, der zwischen 325 und 425 PS (239–313 kW) leistete. Im Folgejahr gab es nur kleine Retuschen, wie zusätzliche Chromleisten an den Scheinwerfern.

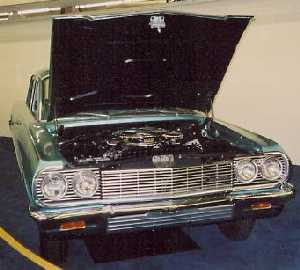
Chevrolet Biscayne mit 6,7 l-V8 (1964)

1967 wanderten die vorderen Blinkleuchten an die Fahrzeugecken und bildeten mit der V-förmigen Nase eine deutliche Konturierung der Fahrzeugfront. Die Hüftknicke über den hinteren Radausschnitten wurden deutlicher.

1968 wurden die vorderen Blinkleuchten wieder kleiner und machten einem deutlich nach oben gezogenen Frontstoßfänger Platz. Die Doppelscheinwerfer erhielten rechteckige, verchromte Rahmen. Technisch änderte sich in diesen beiden Jahren wenig.

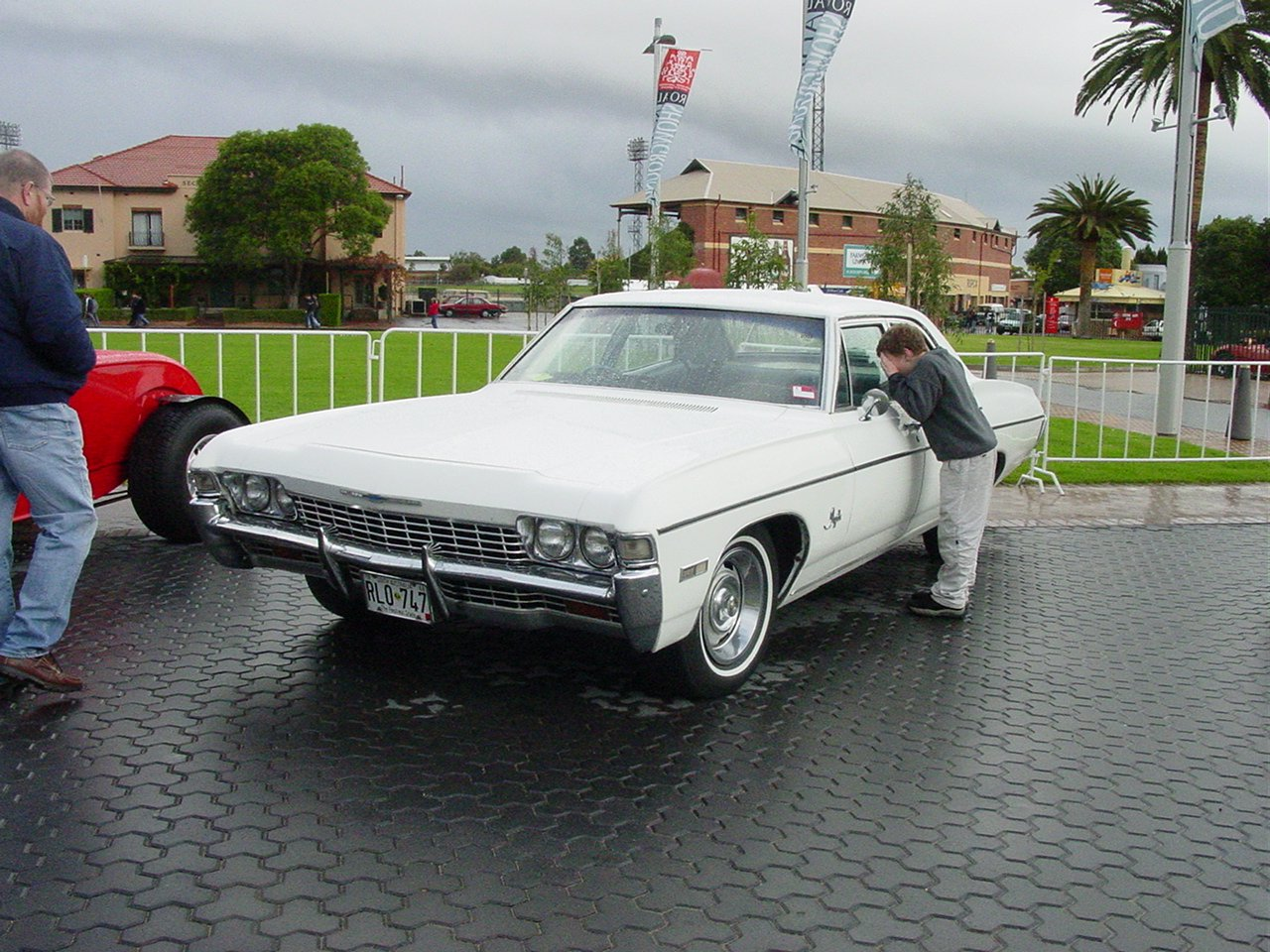
Chevrolet Biscayne Sedan (1968)

Erneut komplett überarbeitet präsentierte sich die Serie 1969. Bei gleichem Radstand waren die Wagen in Länge und Breite nochmals gewachsen. Die noch stärker konturierte Front zeigte allseitig einen massiven Chromrahmen und die hinteren Radausschnitte waren so weit verkleinert worden, das die oberen Hälften der Räder fast abgedeckt waren. Die untere Hälfte des Heckabschlusses wurde vom verchromten, hinteren Stoßfänger eingenommen, der auch die drei schmalen Rückleuchten pro Seite aufnahm. Der Kombi hieß wieder Brookwood.
1970 gab es wenig Veränderungen. Die zweitürige Limousine wurde eingestellt und das Motorenprogramm gestrafft: Neben dem bekannten 4,1 Liter-Sechszylindermotor kam ein neuer V8 mit 5735 cm3 Hubraum und 250 PS (184 kW).

### Biscayne Serien 153, 154 und 1K (1971–1972)
1971 kam ein komplett neuer Biscayne heraus. Das Kombimodell hieß weiterhin Brookwood. Der Radstand war bei der Limousine um rund 63 mm (2½″) gewachsen, beim Kombi gar um rund 152 mm (6″). Die wuchtige, stark konturierte Front zeigte einen niedrigen Kühlergrill und Blinkleuchten wieder an den Fahrzeugecken. Alle großen Chevrolets bekamen Scheibenbremsen an allen vier Rädern. Die Motorleistungen sanken um je 5 bhp.
Eine leichte Überarbeitung der Fahrzeugfront ließ 1972 den Kühlergrill in der Höhe schrumpfen. Der Radstand der Limousine legte nochmals um knapp 13 mm (½″) zu. Ab diesem Jahr wurden die Motorleistungen in Netto-PS (nhp) angegeben. Der stärkste V8-Motor besaß 7440 cm3 Hubraum und leistete 270 PS (199 kW). Die neue Modellbezeichnung war in diesem letzten Jahr einheitlich für Sechs- und Achtzylinder Serie 1K.
Im Folgejahr wurde der Biscayne nicht mehr angeboten und der Bel Air übernahm die Rolle des günstigsten Chevrolets in der oberen Mittelklasse. In Kanada wurde noch bis 1975 ein Biscayne mit 5,7 Liter-V8 angeboten.

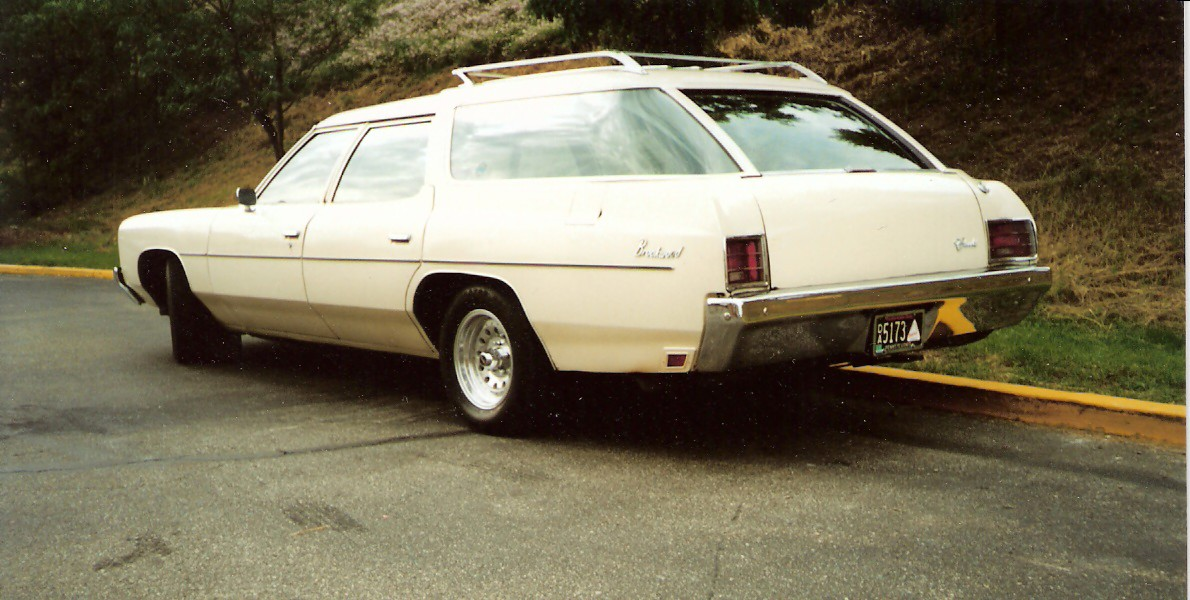
Chevrolet Brookwood (1972)